# Museu Arqueològic de Tègea
El Museu Arqueològic de Tègea és un dels museus de la regió d'Arcàdia, a Grècia. Es troba al poble d'Àlea (diferent d'una altra Àlea situada a Argòlida). L'any 2016 es va presentar al Premi del Museu Europeu de l'Any, en què fou finalista i va obtenir un esment especial.

## Història del museu
L'edifici del museu es va construir en un terreny que havia estat donat a la Societat Arqueològica d'Atenes i es va inaugurar al 1909. Konstantinos Rhomaios va dissenyar l'exposició permanent del museu. El 1935-36 el sostre del museu patí una ensulsiada i fou reparat sota la direcció de Markelos Mitsos. Una nova fase de rehabilitació en tingué lloc a partir dels 1967-68, sota la direcció d'Angelos Delivorias i Dionysios Triantafyllidis. El museu va sofrir un important robatori d'algunes peces el 1992, com ara un cap de Tèlef, obra original d'Escopes de Paros, que roman encara en parador desconegut. Alguns objectes robats es pogueren recuperar al 1994 i 1998. Després d'una fase de modernització començada el 2005, el museu es reobrí el 2014.
El museu conté una col·lecció distribuïda en quatre sales i un altre espai expositiu a l'aire lliure. Es compon d'objectes pertanyents a èpoques compreses entre la prehistòria i l'època romana, procedents de l'àrea de l'antiga ciutat de Tègea.
Presenta troballes de l'època neolítica i de l'edat del bronze procedents de jaciments de la zona, i exposa l'evolució de la ciutat a partir del període geomètric primerenc fins a l'Antiguitat tardana en aspectes com ara l'economia, la vida pública, els costums funeraris, les festes, els edificis monumentals, i els cultes.

En la col·lecció destaquen les restes procedents del Temple d'Atena Àlea i també els singulars hermes arcadis —representacions abstractes de deïtats que eren dipositats com a ofrenes als santuaris.
- Base d'una semicolumna del Temple d'Atena Àlea
- Estela del segle IV ae procedent del Temple d'Atena Àlea
- Sarcòfag en què es representa Aquil·les perseguint Hèctor
- Cap d'Asclepi del període imperial romà